# Мочулинці
Мочу́линці — село в Україні, у Війтовецькій селищній територіальній громаді Хмельницького району Хмельницької області. Населення становить 124 особи.

## Історія
7 (20) листопада 1917 року, відповідно до Третього Універсалу Української Центральної Ради, увійшло до складу Української Народної Республіки.
В листопаді 2016 парафія Свято-Троїцького храму УАПЦ перейшла до УПЦ КП.

## Галерея

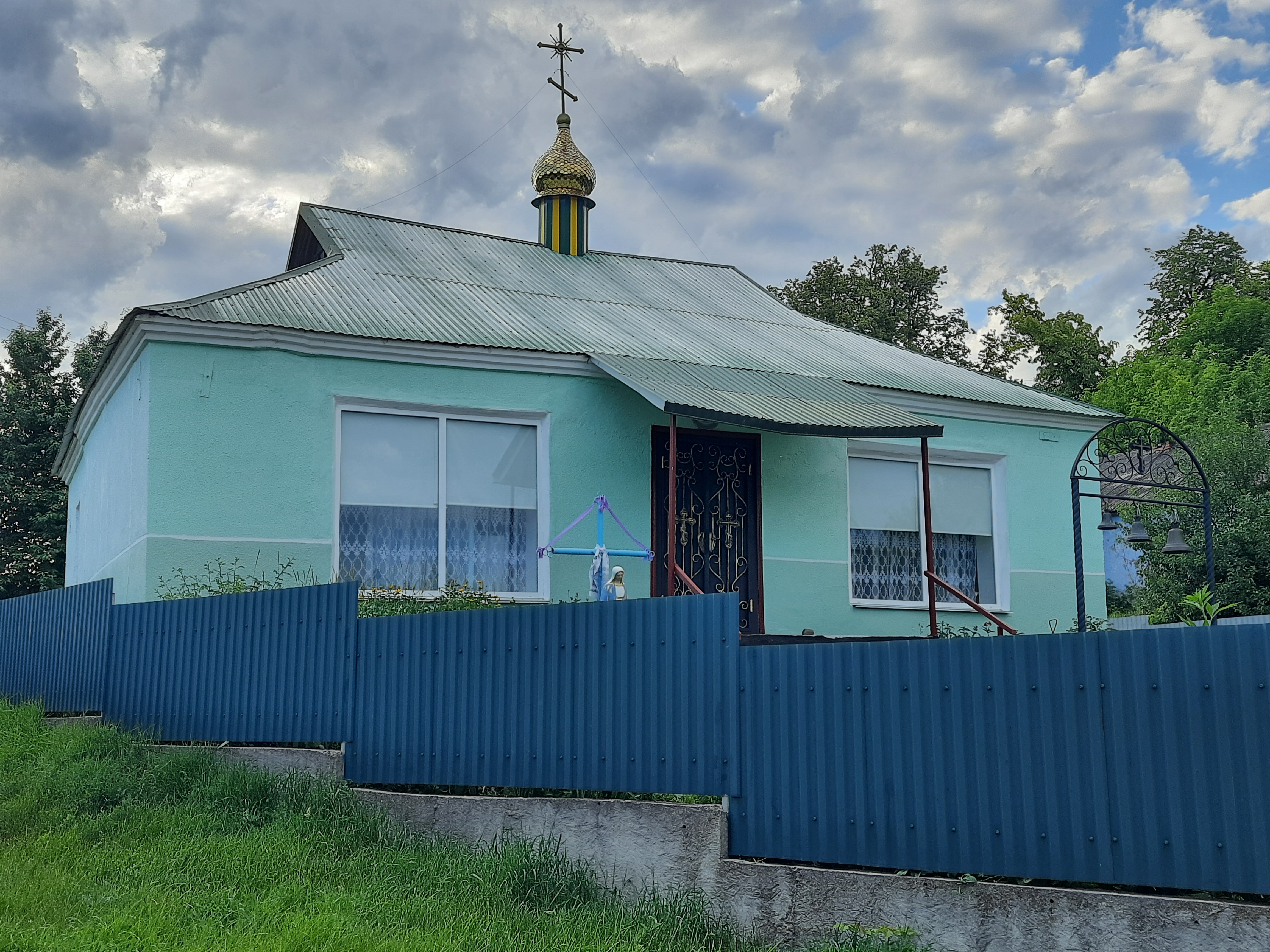
Свято-Троїцька церква
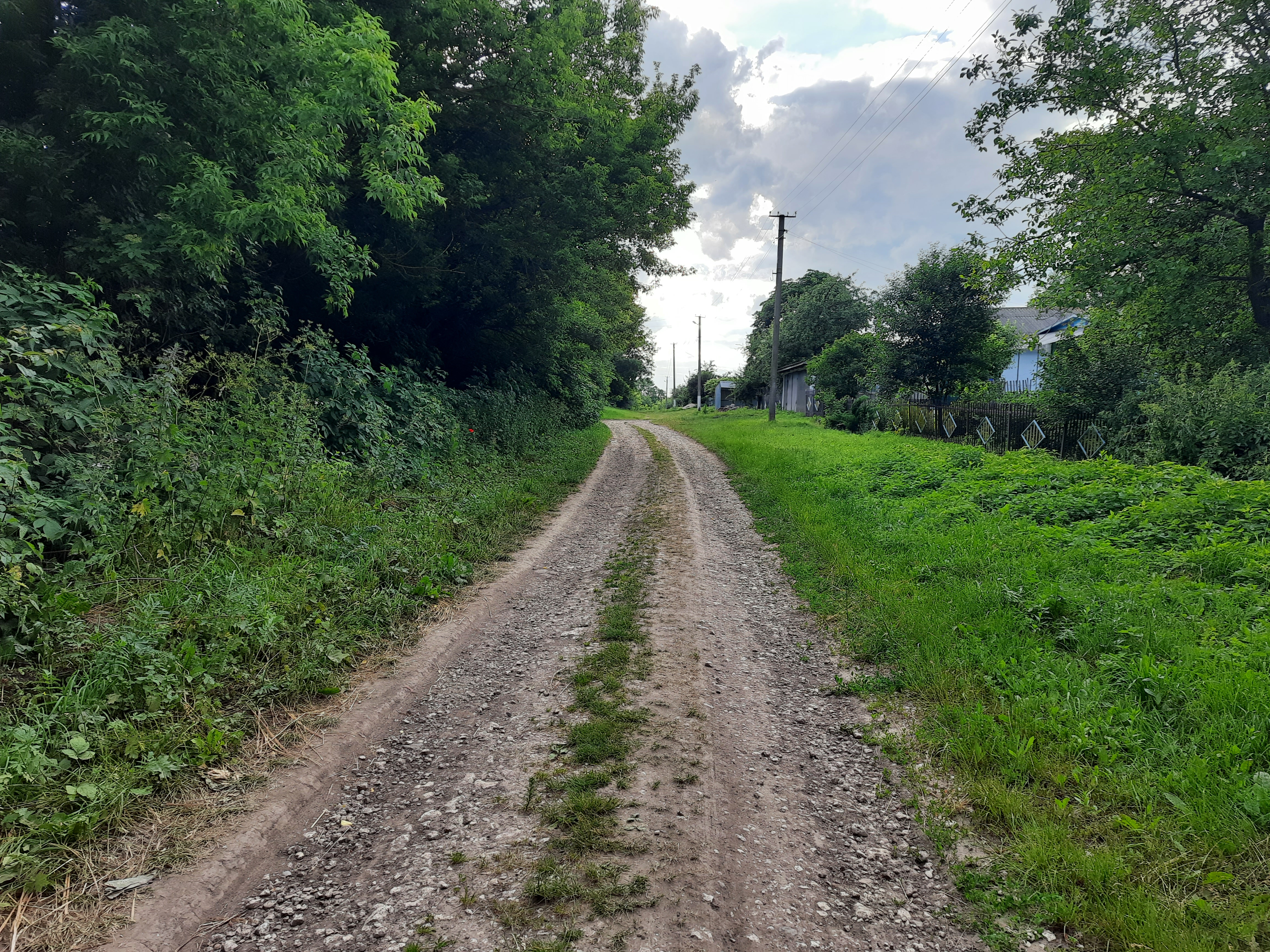
Сільська вулиця
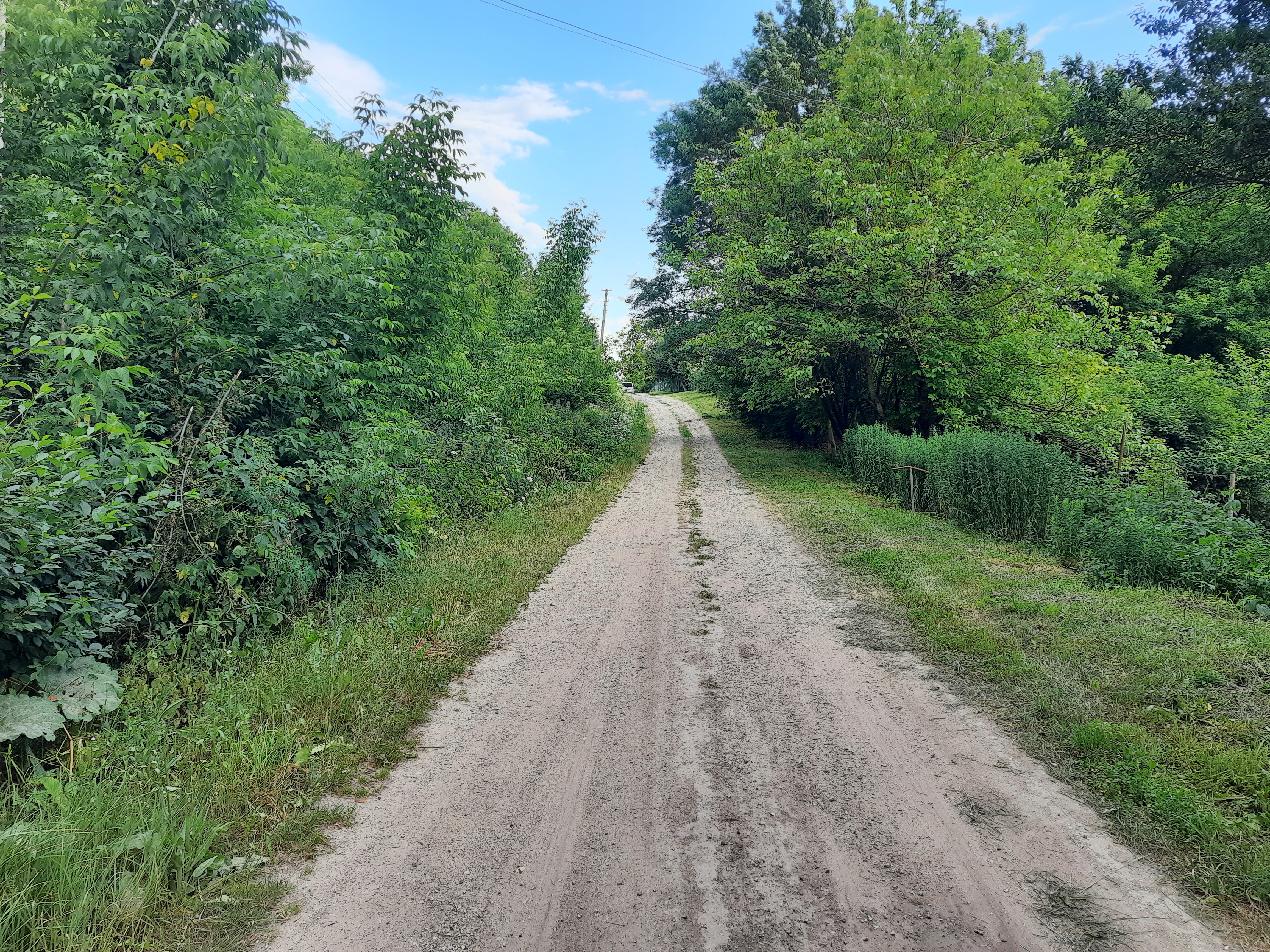
Сільська вулиця
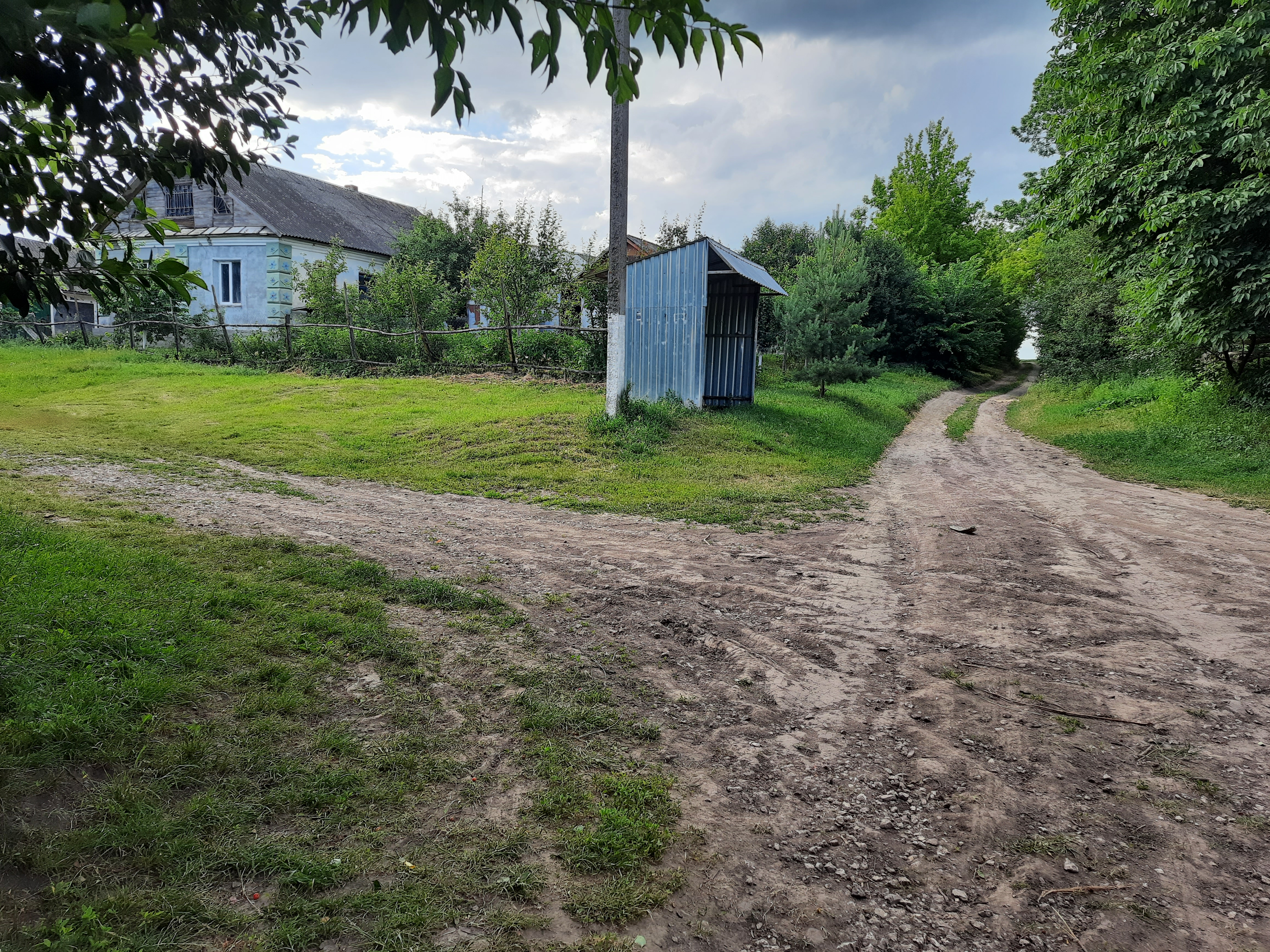
Автобусна зупинка
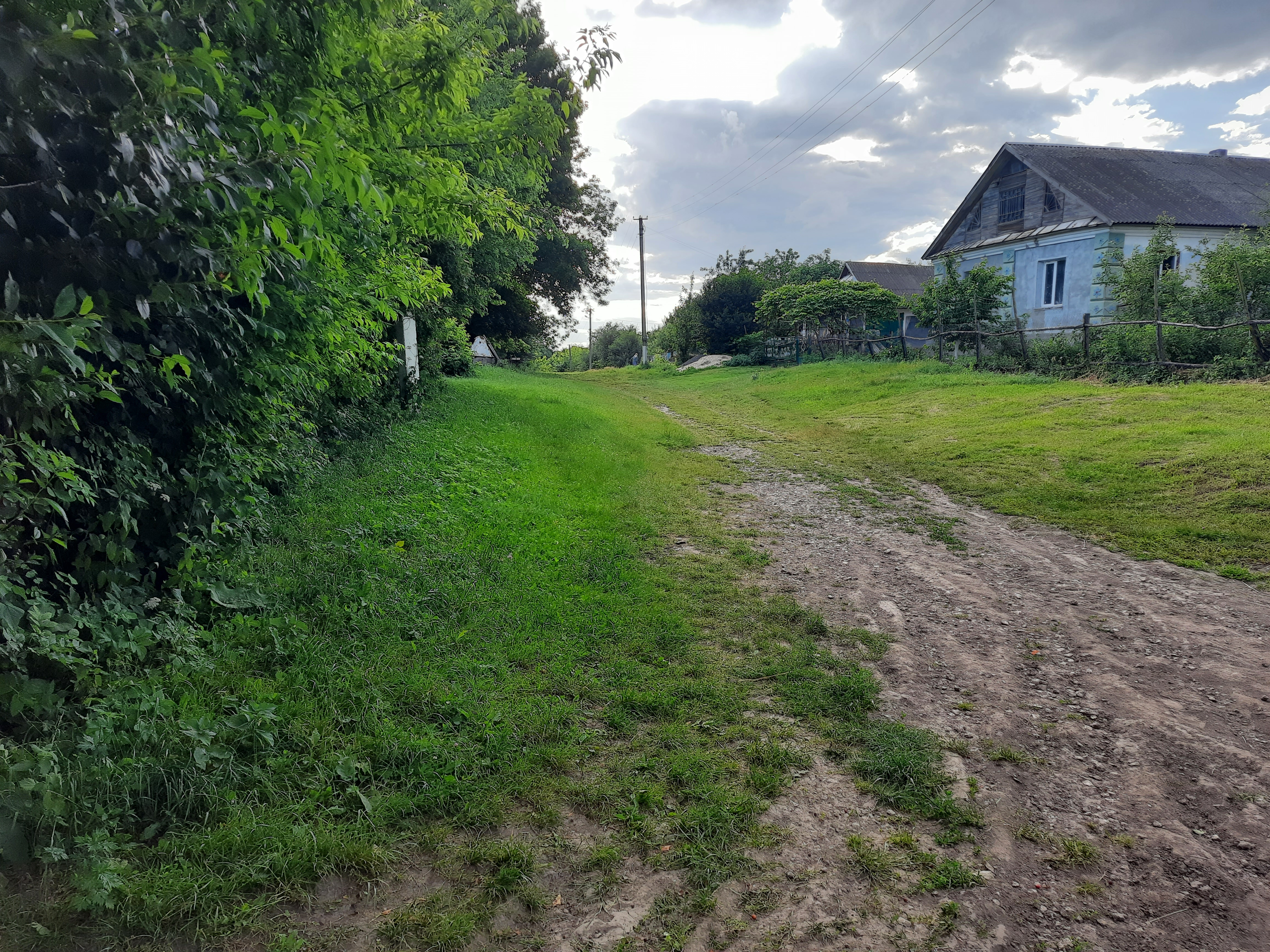
Сільський пейзаж
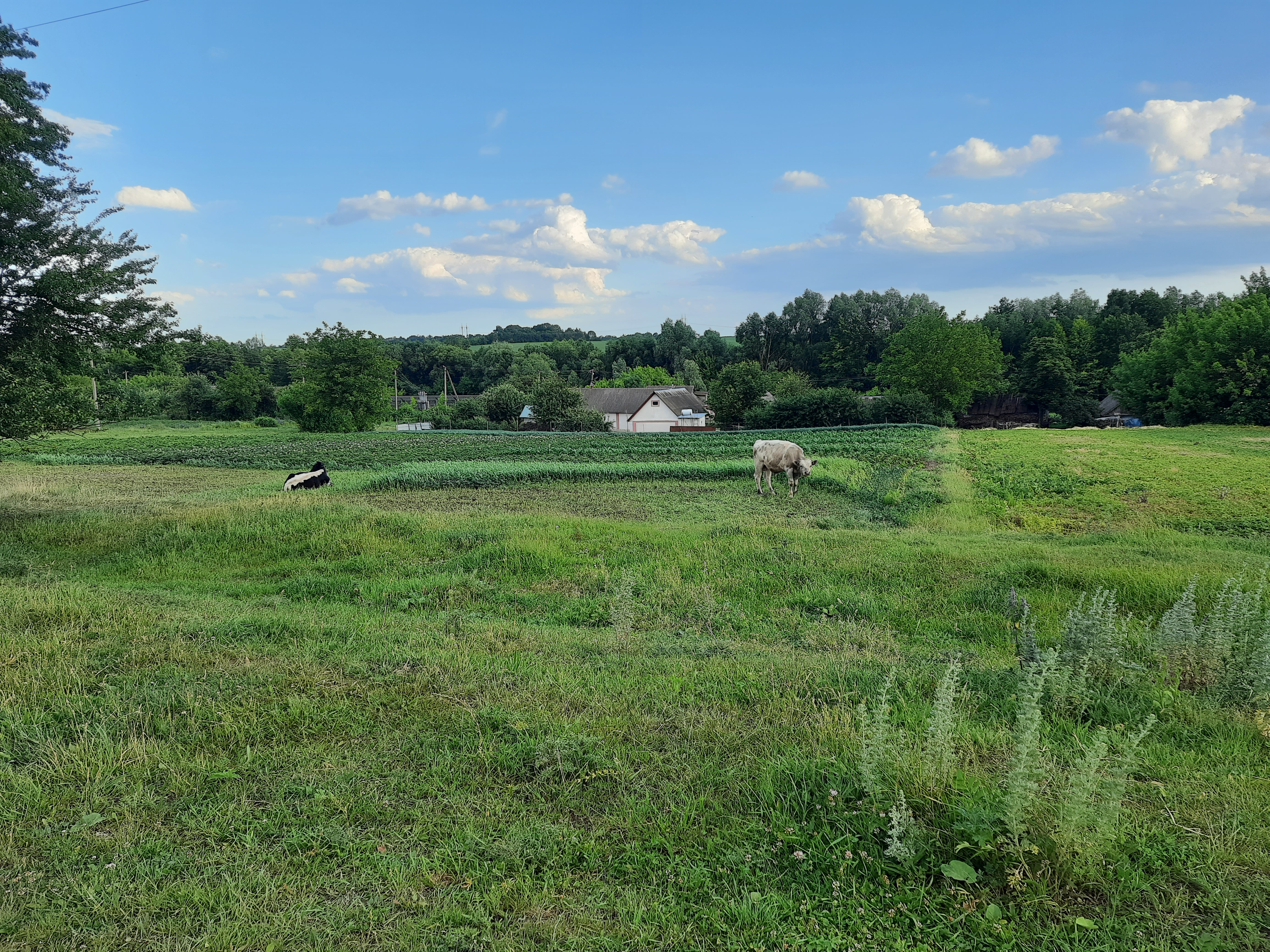
Сільський краєвид
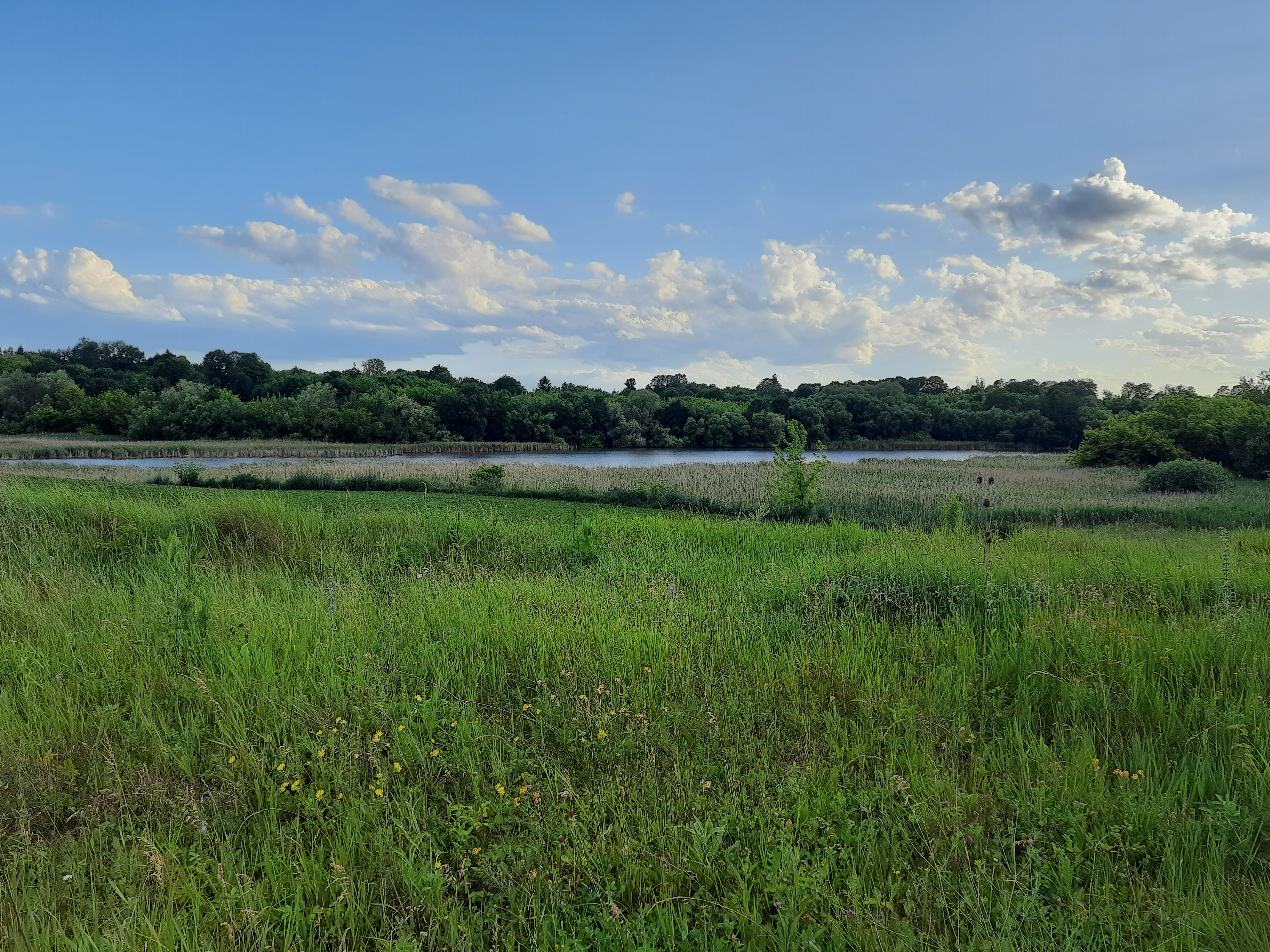
Краєвид біля села